# 33rd Street Records
33rd Street Records es un sello discográfico independiente con base en Greenbrae, California, Estados Unidos. La compañía, además de la producción discográfica, también se encargar de realizar carátulas de discos.

## Artistas
- Peter Frampton
- Eagles
- Gregg Rolie
- Goldie Loc
- Pete Sears
- Tuck & Patti
- Anthony Gomes
- Sammy Hagar
- Lee Rocker
- The Push Stars
- En Vogue